# Ludvig Warg
Ludvig Warg, född 15 juli 2001 i Skellefteå, är en svensk ishockeyspelare som spelade för Skellefteå AIK i slutet av SHL-säsongen 2024/25.

## Klubbar
- Skellefteå AIK J20, J20 Nationell (2018/2019)
- Skellefteå AIK J20, J20 Nationell (2020/2021)
- Piteå HC, Hockeyettan (2020/2021 – 2022/2023)
- Clemensnäs HC, Hockeyettan (2023/2024 – 2024/2025)
- Skellefteå AIK, SHL (2024/2025)